# Alto Douro (Caué)
Pour les articles homonymes, voir Alto Douro.
Alto Douro est une localité de Sao Tomé-et-Principe située au sud de l'île de Sao Tomé, dans le district de Caué. C'est une ancienne roça.

## Roça
C'était une petite dépendance de la roça Nova Brazil.
Photographies et croquis réalisés en 2011 mettent en évidence la disposition des bâtiments, leurs dimensions et leur état à cette date.